# Iulops argocrana
Iulops argocrana là một loài bướm đêm trong họ Geometridae.